# Vistal Gdynia
Vistal Gdynia er en polsk håndboldklub, hjemmehørende i Gdynia, Polen. Klubben nåede hele vejen til semifinalen i EHF Challenge Cup 2010, men blev slået ud.

## Resultater
- Ekstraklassa:
  - Vinder: 2012, 2017

- Polsk kvinde cup :
  - Vinder: 2014, 2015, 2016

- EHF Challenge Cup:
  - Semifinalist: 2010

## Truppen
Truppen i sæsonen 17-18
| Målvogtere - Malgorzata Gapska - Weronika Kordowiecka - Oliwia Kaminska Fløjspillere RW - Katarzyna Janiszewska - Aneta Łabuda - Jagoda Blaszkowska LW - Magdalena Stanulewicz - Kinga Gutkowska Stregspillere - Patrycja Kulwińska - Joanna Szarawaga - Marta Śliwińska | Bagspillere - Aleksandra Zych - Martyna Boryslawska - Joanna Kozłowska - Patricia Matieli Machado - Paulina Uścinowicz - Alicja Pękala - Natalia Kowalczyk - Kornelia Małecka |